# Svenstrup (gmina Aalborg)
Svenstrup – miasto w Danii, w regionie Jutlandia Północna, w gminie Aalborg.